# Palazzo della Gherardesca
Palazzo della Gherardesca si trova in Borgo Pinti 99 a Firenze, con ingressi al giardino anche da	piazzale Donatello 9, 10, 11, 12 e 13.

## Storia

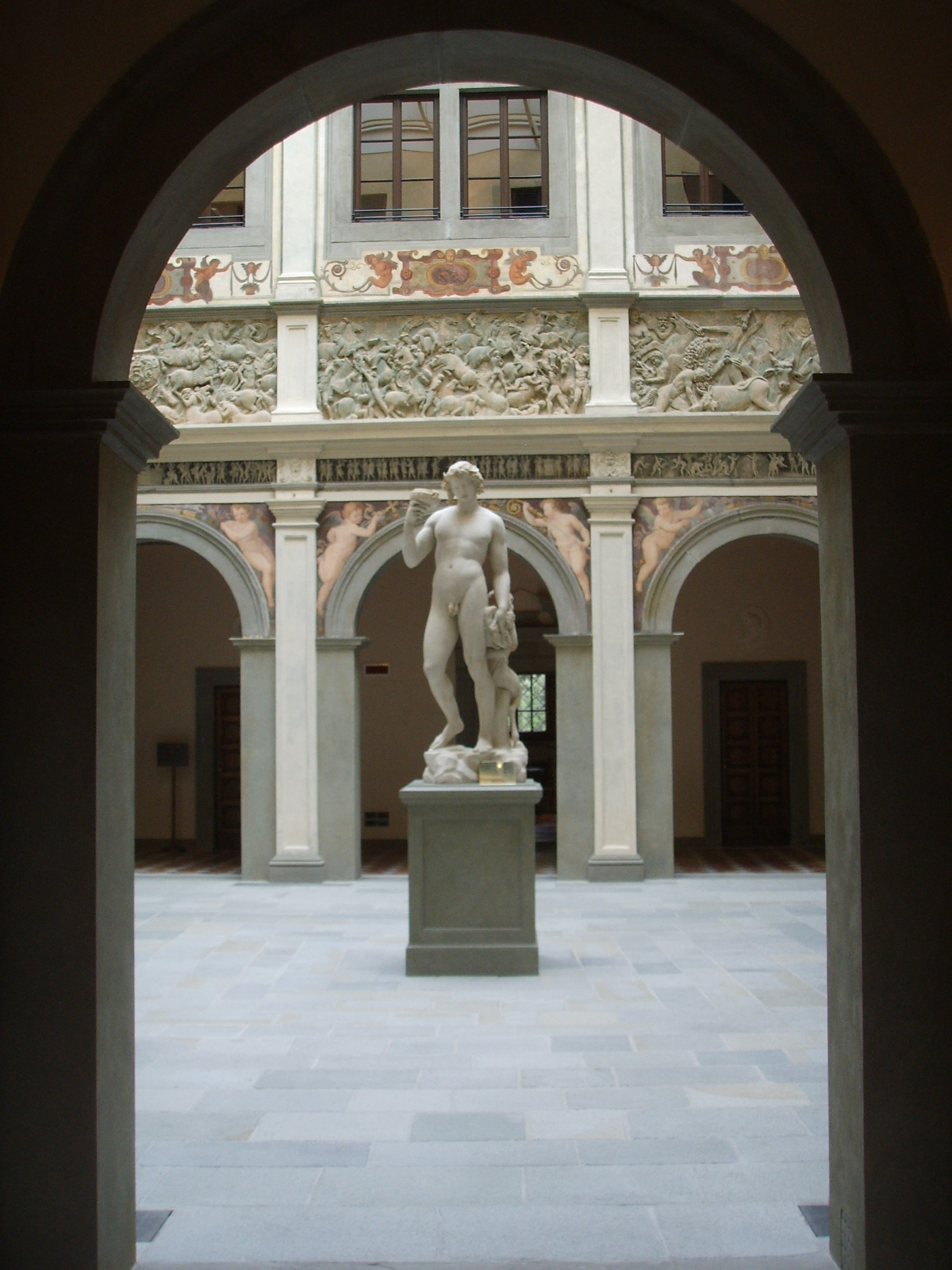
Cortile del palazzo

Il palazzo fu costruito in tempi brevissimi su un terreno con casa colonica già appartenuto all'ospedale degli Innocenti fra la porta a Pinti e la posterla dei Servi, tra il 1473 e il 1480 per Bartolommeo Scala, cancelliere della Repubblica, letterato, nonché diplomatico e uomo di fiducia di Lorenzo il Magnifico. Questi fece costruire un casino da Giuliano da Sangallo, che rimase alla famiglia fino al 1585: la parte più antica, che dovrebbe risalire al periodo 1490-1529 e che comprende il bel cortile quadrato ricco di bassorilievi, fu tuttavia inglobata nel grande rifacimento cinquecentesco che determinò l'attuale configurazione. A memoria di tale periodo resta una lapide sulla facciata e uno stemma di Bartolomeo Scala:
| BARTOLOMMEO SCALA CANCELLIERE DELLA REPUBBLICA ILLUSTRE STORICO LETTERATO VISSE E MORÌ IN QUESTO PALAZZO DA LUI COSTRUITO E DAI SUOI POSTERI VENDUTO NEL MDLXXXV AD ALESSANDRO DE MEDICI CARDINALE CHE FU LEONE XI DA CUI LO EBBE COSTANZA SUA SORELLA MOGLIE DI UGO CONTE DELLA GHERARDESCA NEL MDCV |

Per via ereditaria, attraverso le tre figlie monache dello Scala, passò nel 1585 ai Medici, nella persona del cardinal Alessandro (all'epoca arcivescovo di Firenze e in futuro papa col nome di Leone XI): in questi anni «...fu molto abbellito con pitture di Giovanni Balducci, e decorato con una venusta cappella ricca di belle tavole di Giovanni Stradano e di superbi ornati». Fu inoltre migliorato l'immobile e fu ingrandita la proprietà acquistando un terreno dell'Arte della Lana confinante.
Con l'elezione al soglio pontificio del Medici nel 1605 la proprietà passò a sua sorella Costanza, andata in sposa a Ugo della Gherardesca. Durante il Carnevale del 1616 vi si tenne la prima esecuzione dell'Orfeo dolente di Domenico Belli, rappresentato fra i due atti dell'Aminta di Torquato Tasso.
I Della Gherardesca ne mantennero il possesso per tre secoli, arricchendolo di opere (come l'affresco del Volterrano) e facendolo ingrandire, dopo un primo intervento di Gherardo Silvani nel 1632, dall'architetto Antonio Maria Ferri. In particolare a quest'ultimo spetta il rifacimento della facciata su Borgo Pinti e sul lato sud (1713-1720), mentre ad Alessandro Gheri spetta la galleria a stucchi e la decorazione del salone del piano nobile, con affreschi raffiguranti episodi della storia dei Della Gherardesca di Giovanni Domenico Ferretti, Mauro Soderini e Vincenzo Meucci. Anche all'interno del palazzo i mutamenti furono consistenti, tanto che solo il cortile fu mantenuto della struttura originale, ma anche questo fu mutato nella decorazione per adattarlo ai nuovi gusti.
Durante gli stravolgimenti del periodo di Firenze Capitale, il complesso venne interessato per l'abbattimento delle mura nel 1869 e la creazione dei viali. In quel periodo venne realizzato un ingresso monumentale al giardino sul viale Matteotti, del quale si occupò l'architetto del risanamento Giuseppe Poggi.

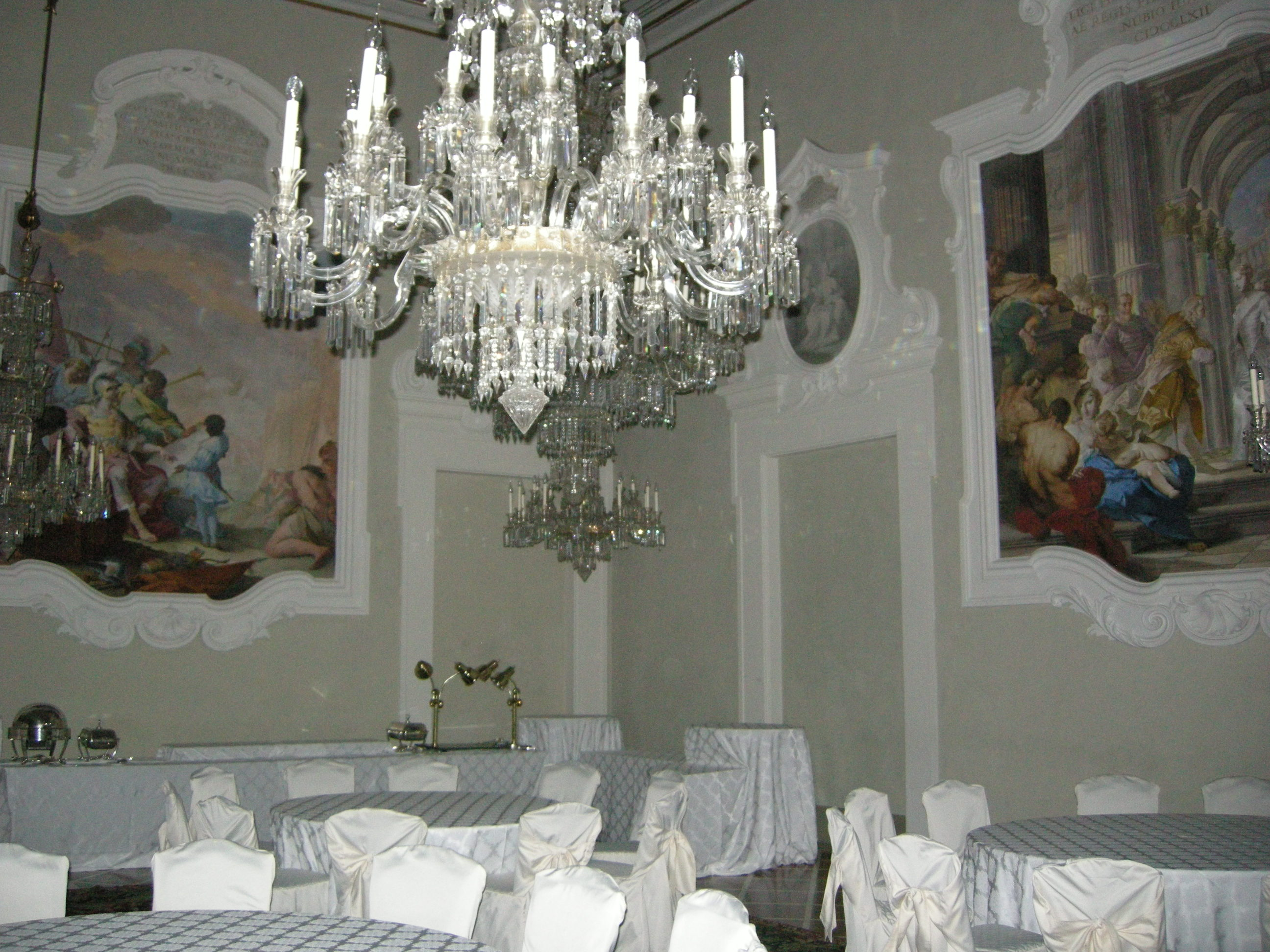
Il salone settecentesco

Nel 1882 la proprietà venne ceduta all'ex-kedivè d'Egitto Ismail Pascià, il quale però la cedette poco dopo per non aver ricevuto l'autorizzazione a sistemarvi il proprio harem. Passò quindi alla Società Italiana per le Strade Ferrate Meridionali e poi, nel 1940, alla Società Metallurgica Italiana.
Il complesso ebbe un importante restauro nel 1940-42, promosso dalla stessa Società Metallurgica e diretto dal giovane architetto Piero Sanpaolesi e dall'anziano ingegnere Raffaello Brizzi.
Il palazzo ha subito un nuovo radicale restauro in occasione della creazione di un hotel a cinque stelle della catena Four Seasons, aperto nel giugno 2008.
Il palazzo appare nell'elenco redatto nel 1901 dalla Direzione Generale delle Antichità e Belle Arti, quale edificio monumentale da considerare patrimonio artistico nazionale.

## Descrizione
L'edificio fu uno dei prototipi dei cosiddetti "casini di delizie", cioè quelle case di città simili a ville immerse in grandi parchi e giardini, che tanto andarono di moda verso il XVIII secolo.
Attualmente la proprietà si presenta nella forma assunta al termine di un complesso cantiere teso a trasformare il palazzo con i suoi annessi in albergo, sulla base di un progetto messo a punto da Roberto Magris e successivamente seguito dall'architetto Andrea Noferi.
Il fronte principale si presenta organizzato su tre piani per sette assi con cornici marcapiano; il portale centrale è coronato da un terrazzino a sua volta sormontato dalla porta finestra del piano nobile, qualificata da un timpano semicircolare spezzato entro cui si inserisce uno scudo coronato con l'arme dei Della Gherardesca (partito: nel 1° d'oro, alla mezza aquila di nero coronata del campo, uscente dalla partizione; nel 2° troncato di rosso e d'argento). Per quanto riguarda il portale la documentazione archivista consente di datarlo al 1716-1717 e di assegnarlo a Giovanni Battista Foggini, che sarebbe intervenuto sul precedente disegno di Antonio Ferri, rinnovandolo. Sulla porzione sinistra della facciata è lo stemma degli Scala (d'oro, alla scala di tre pioli d'azzurro, posta in banda), oltre ad una memoria che ricorda le principali famiglie proprietarie dell'edificio.
Il prospetto che guarda al giardino è articolato in due stretti avancorpi collegati da un corpo a tre piani, con i due inferiori aperti ad arcate su pilastri.
Risale all'epoca di Bartolomeo Scala e del Sangallo il grande cortile quadrato, studiato per sfruttare al massimo la luce naturale, con arcate a tutto sesto su piedritti lungo i quali si levano delle paraste che arrivano al piano superiore, dove si trovano una serie di finestre rettangolari binate (vere e dipinte). La già originale soluzione venne arricchita nei secoli da uno straordinario ciclo decorativo formato da pitture (putti sugli archi e grottesche nel registro superiore) e bassorilievi (la serie dei dodici grandi bassorilievi in stucco con soggetti all'antica, attribuiti a Giuliano da Sangallo) che creano un fregio decorativo tra la linea del suolo e la cornice marcapiano del davanzali del primo piano. Il loggiato che vi corre attorno ha una copertura a volta a botte con una stupefacente decorazione a lacunari policromi, ispirata alle antiche domus romane. Oggi è coperto da un lucernario ottocentesco, opera di Piero Sanpaolesi, che meglio ne conserva le opere artistiche.
Vi si affaccia la "Cappella del cardinale", a pianta quadrata con accesso dal cortile, decorata da affreschi in stile tardo-manierista di Giovanni Balducci.
È databile entro il 1666 l'affresco del Volterrano in una saletta, raffigurante la Cecità della mente umana illuminata dalla Verità.

## Bibliografia

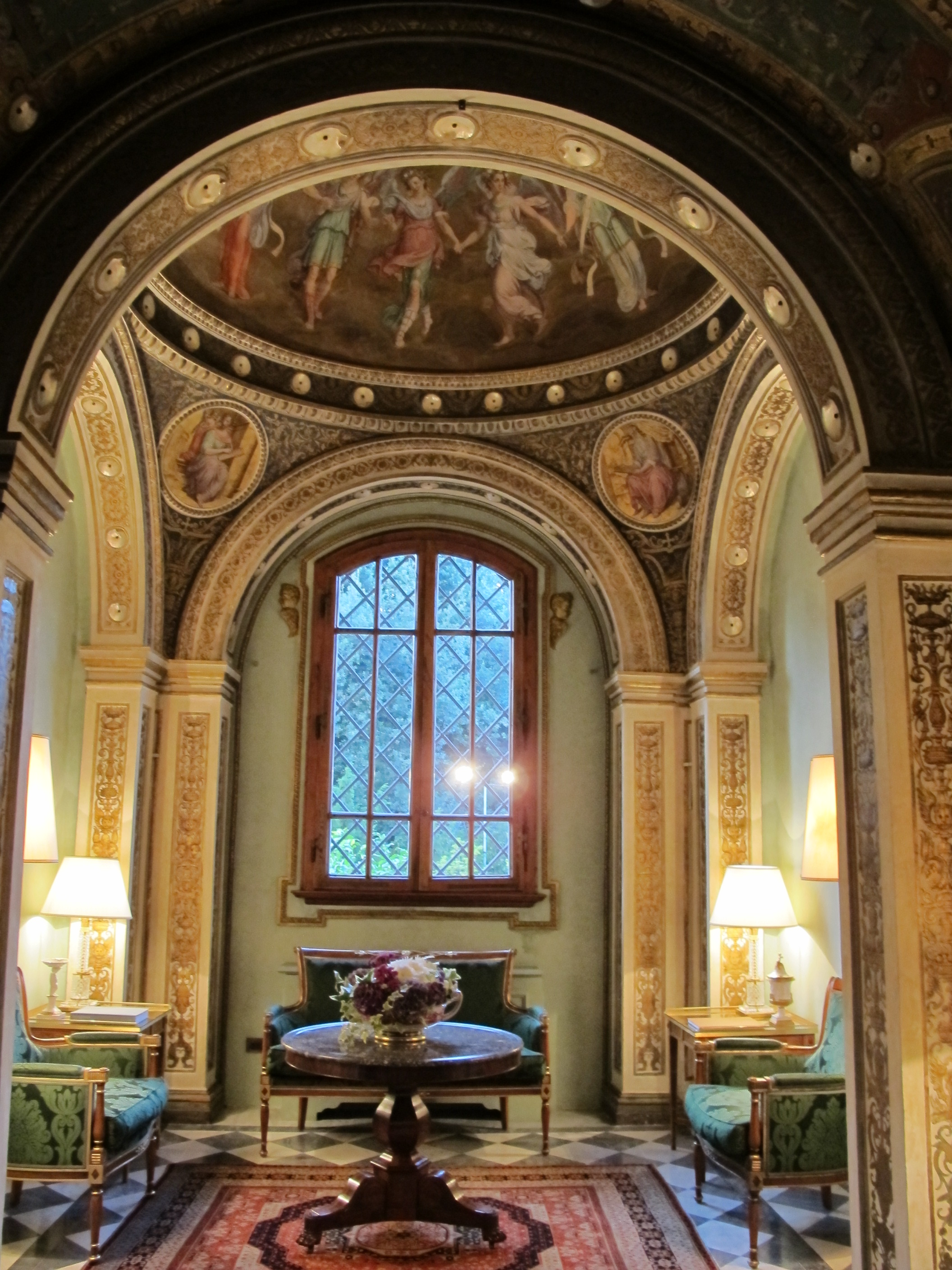
La cappella del Cardinale

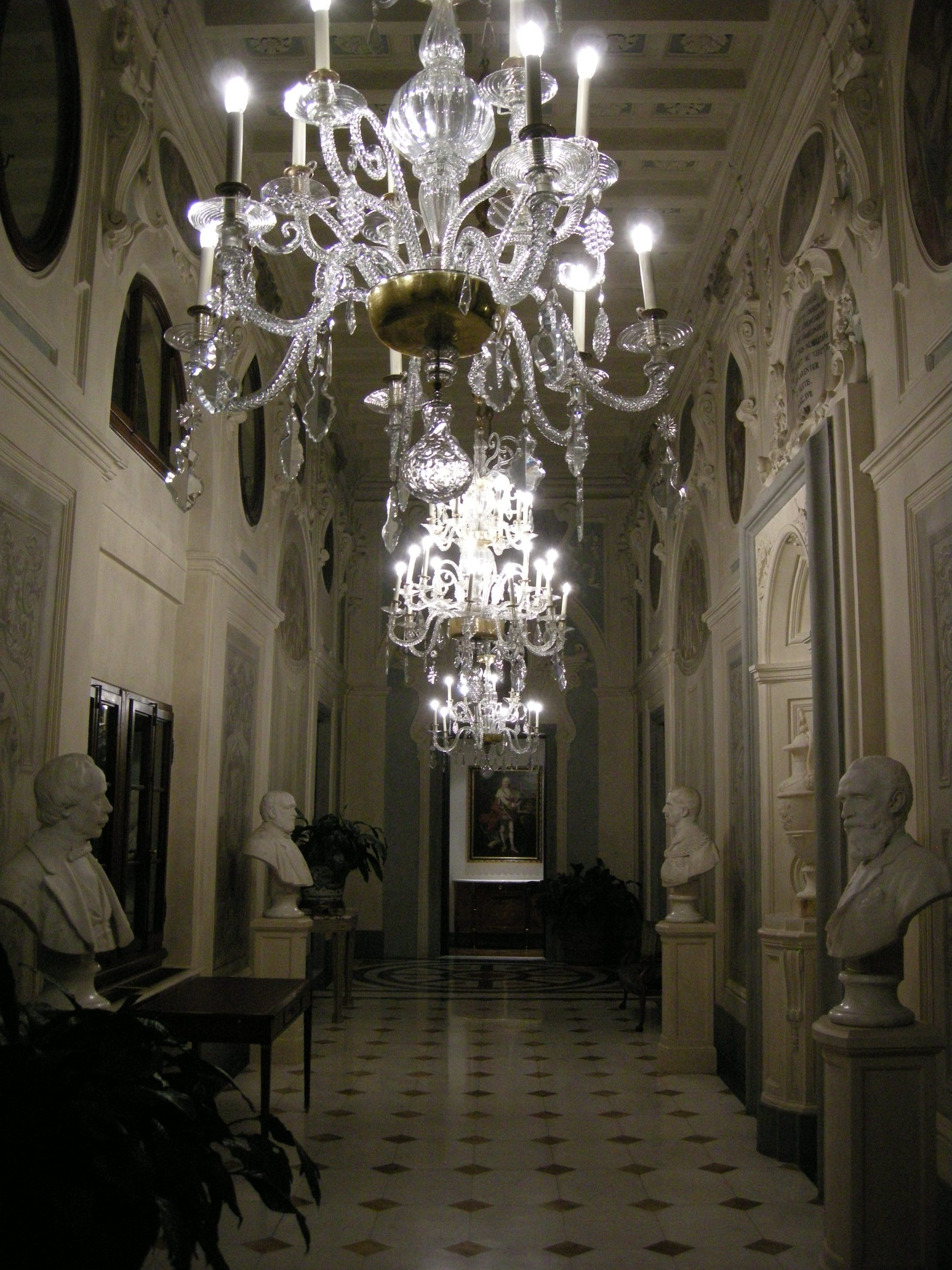
La galleria

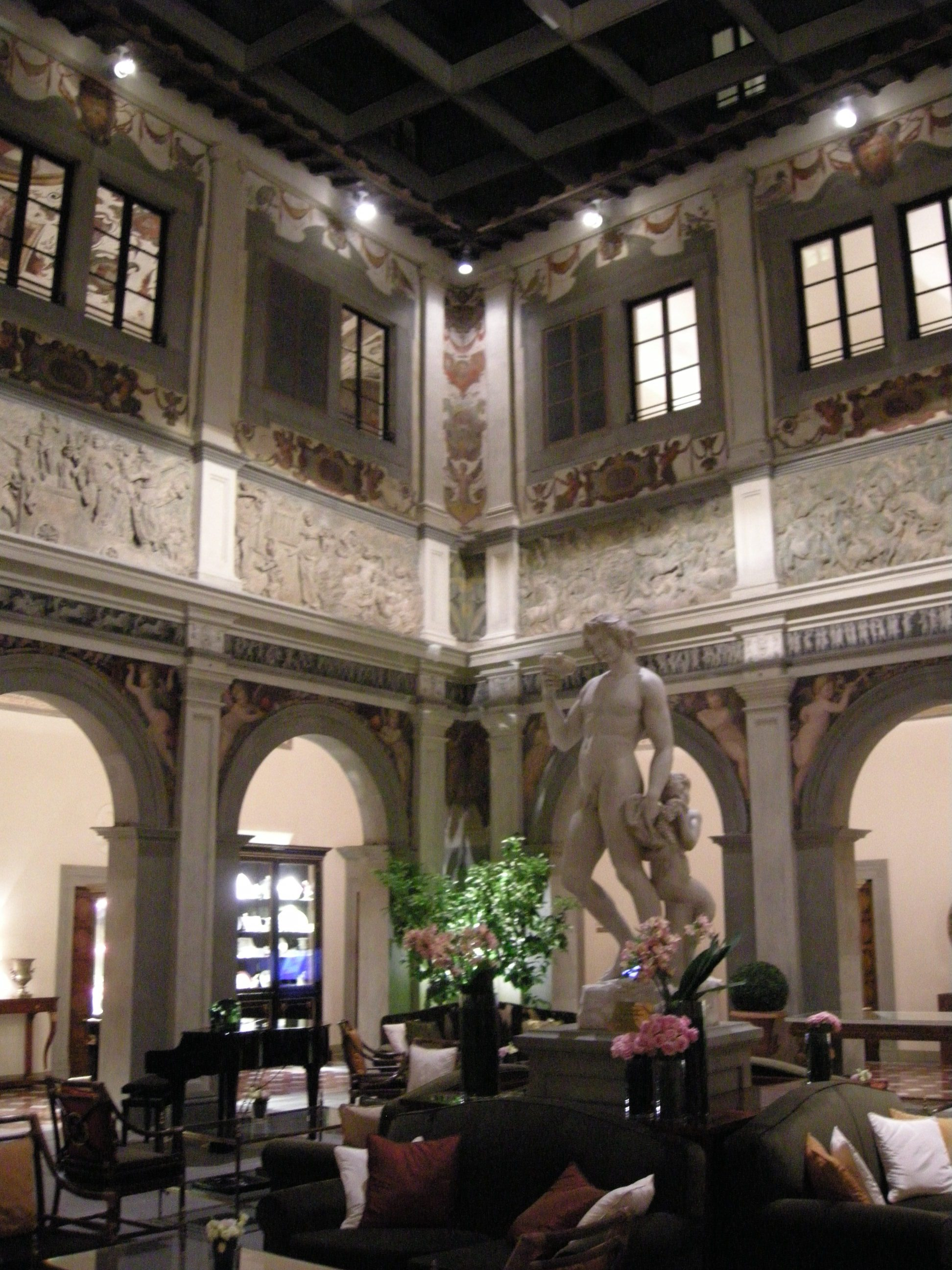
Il cortile

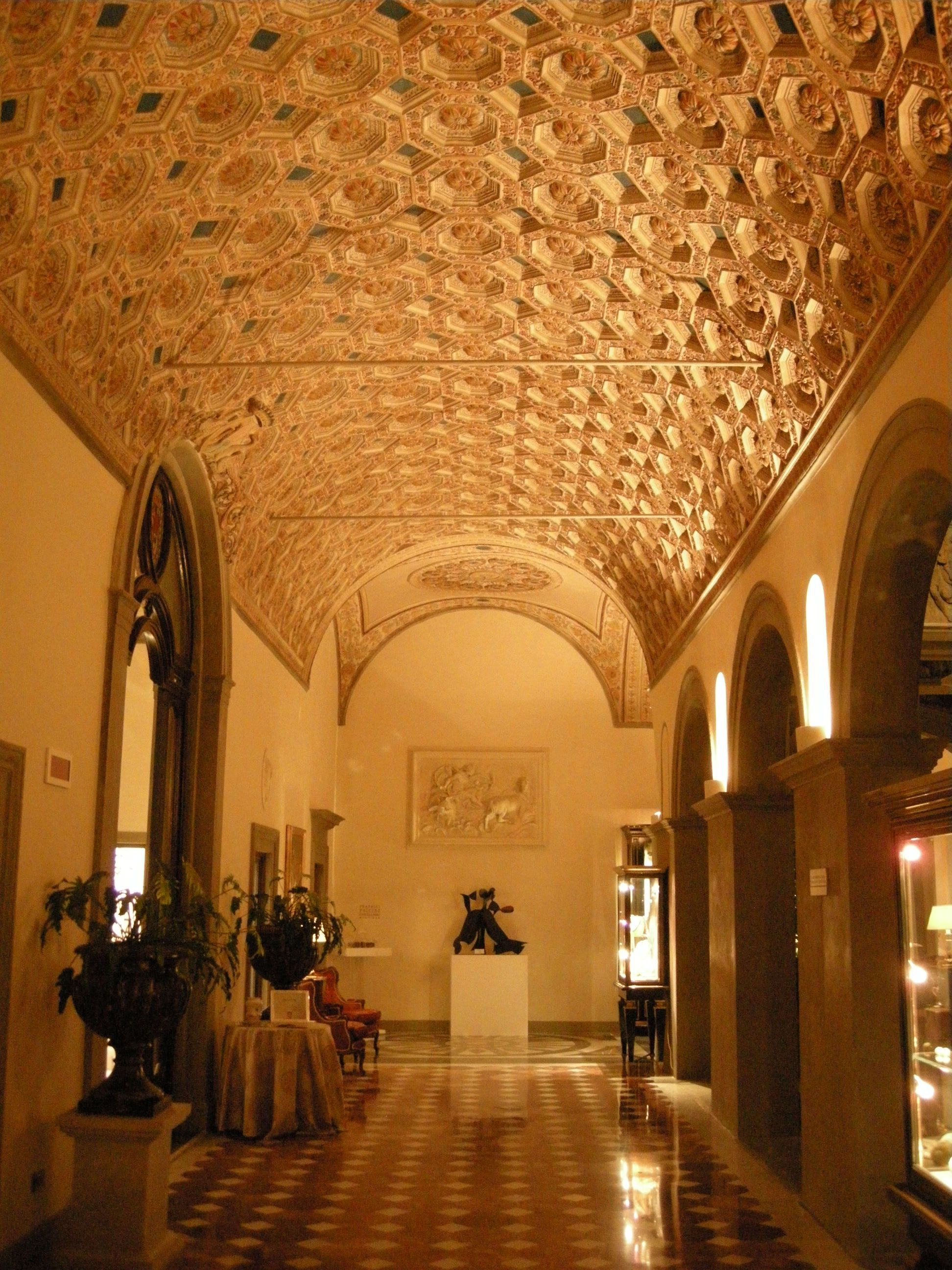
Passaggio con stucchi presso il cortile